# Gustave Lorain
Pour les articles homonymes, voir Lorain.
Maurice Gustave Lorain dit Gustave Lorain est un artiste peintre et illustrateur français né le 8 septembre 1882 à Paris 6e où il est mort le 25 mai 1965.

## Biographie
Fils de Philiberte Darnal et de Paul Georges Lorain, le jeune Gustave est reçu aux Beaux-arts de Paris en 1898. Il a pour professeurs Jean-Léon Gérôme, Eugène Grasset et Ferdinand Humbert.  Il expose au Salon des artistes français à partir de 1902 des paysages, des portraits, et des nus. Il devient membre de la Société des artistes français.
Mobilisé durant la Première Guerre mondiale dans la section camouflage, il est rendu à la vie civile en 1919.
Il exécute des compositions et des modèles pour la Manufacture nationale de Sèvres à partir de 1921, parmi lesquels deux grands vases, Fête vénitienne et L’Age d’or, qui figurent à l’Exposition internationale des Arts décoratifs et industriels modernes (1925).
En 1939, il est nommé chevalier de la Légion d'honneur.

## Œuvre

### Affiches lithographiées, graphisme
- Art et Décoration, revue mensuelle..., vers 1900.
- École normale d'enseignement du dessin..., vers 1900.
- Cercle de la Librairie, médaille décernée..., impression sur papier, vers 1925.

### Peintures
- 1902 : Fin d'été[3]
- 1904 : Le Soir[4]
- 1908 : Suzanne au bain[5], Silène, Nu, La Femme à la rose
- 1909 : Indolence[6]
- 1914 : La Rosina
- 1920 : Portrait d’homme, Mention honorable
- 1921 : Nuit Païenne (médaille de bronze[Où ?])
- 1922 : Portrait de jeune femme, et 5 tableaux de fleurs, dont 1 acquis par la Société des Amis des Arts.
- 1922 : Commande de la composition et décoration allégorique du grand vase offert par le gouvernement français à sa Majesté le Roi Christiane de Danemark à l'occasion du 25e anniversaire de son mariage.
- 1923 : Naissance d’Aphrodite, Portrait de Mme J.A. Oslo
- 1924 : Portrait de Mme L.
- 1925 : Portrait (médaille d’argent[Où ?])
- 1926 : Portrait, Paysage de Fiesole
- 1927 : Bacchus
- 1928 : Profil de jeune femme (Musée d’Annecy)
- 1929 : Jeune femme en rouge (prix Robert de Rougé)
- 1930 : Mère et enfant (médaille d’or décernée par la Société des artistes français, hors concours)
- 1931 : Femme en jaune, Venise
- 1932 : Baigneuse (prix de nu de la Société des Peintres de Figure), Jardin italien
- 1933 : portrait de jeune fille (prix Irma Lukinovio)
- 1934 : Fleurs, paysages

## Expositions
- Exposant section du vitrail et section de l’Enseignement[Où ?][Quand ?] (médaille d’argent, section de l’enseignement)
- 1935 : Exposition d’ensemble au Salon des artistes français.

## Prix
- Prix Janvier d’Attainville (Peinture d’histoire)
- Admis 1er logiste au concours du Grand Prix de Rome en 1909
- Prix de la Savoie en 1920, (Fondation Antoine Girard. Section de Peinture) décerné par M. le Ministre de l’Instruction Publique et des Beaux-Arts
- Lauréat au concours du Timbre commémoratif de la Victoire, organisé par le Ministre des Postes en 1921